# 江東区立越中島小学校
江東区立越中島小学校（こうとうくりつ えっちゅうじましょうがっこう）は、東京都江東区越中島三丁目に所在する区立小学校。

## 概要
1980年に臨海小学校から分離独立して開校。全校児童数531名（1年96名・2年81名・3年88名・4年91名・5年86名・6年89名、2022年度）。江東区立深川第三中学校と隣接している。また、本校の近隣に所在する福山通運社宅在住の子弟が3～4割を占めていたが、（2008年度）現在ではニュートンプレイス在住の子弟が多い。江東区内の小学校では、校庭がトップクラスに広いことで有名である。

## 沿革
- 1980年
  - 3月29日 - 校舎竣工（普通教室21・特別教室7・管理室19）。
  - 4月1日 - 江東区立越中島小学校として開校。
  - 4月7日 - 始業式・入学式挙行、児童数317名。
  - 6月27日 - 体育館竣工。
  - 7月4日 - 開校記念式典・祝賀会挙行。
- 1995年10月17日 - ランチルーム・図書室竣工。
- 2010年 - 校庭が一部芝生化。
- 2013年 - 天皇・皇后来校。

## 交通
- 東京メトロ東西線門前仲町駅2番出口より徒歩10分
- JR東日本京葉線越中島駅徒歩8分